# Vasilij i Vasilisa
Vasilij i Vasilisa (Василий и Василиса) è un film del 1981 diretto da Irina Ivanovna Poplavskaja.

## Trama
Vasilij e Vasilisa vivono felicemente nel villaggio, crescendo sette figli. Ma improvvisamente Vasilij iniziò a bere e colpì Vasilisa, e lei, a sua volta, lo allontanò.